# Windows CardSpace

Windows CardSpace в составе .NET Framework

Windows CardSpace — ныне отмененное клиентское ПО с патентованной технологией единого входа от Microsoft. WCS — это способ идентификации пользователей при перемещении между ресурсами Интернета без необходимости повторного ввода имен и паролей.
В отличие от ранее используемых технологий унифицированной идентификации (например, Microsoft Passport) WCS управляет непосредственно пользователями и приложениями, с которыми устанавливается контакт (а не из централизованного ресурса). Можно применять разные схемы и уровни сложности для идентификации при доступе на Web-форумы и для банковских операций.
15 февраля 2011 корпорация Майкрософт объявила об отмене Windows CardSpace 2.0 и о работе над замещающим ПО U-Prove.

## Критика
- Реализация Windows CardSpace гораздо сложнее альтернативных вариантов (например, OpenID).
- Требуется установка дополнительного ПО (или встроенная поддержка в ОС).
- Нет простой и быстрой возможности перенести или взять с собой личные ключи на другой компьютер, например, в Интернет-кафе.
- Технологии CardSpace запатентованы Microsoft,[1] так что в реальности нет возможности создать сторонние приложения, использующие её.